# Ehemaliger Standortübungsplatz Pötzen
Der Ehemalige Standortübungsplatz Pötzen ist ein Naturschutzgebiet in den niedersächsischen Städten Hessisch Oldendorf und Hameln im Landkreis Hameln-Pyrmont.
Das Naturschutzgebiet mit dem Kennzeichen NSG HA 242 ist 26,69 Hektar groß. Im Norden und Westen grenzt es an das Landschaftsschutzgebiet „Hessisch Oldendorfer Wesertal/Nord“. Das Gebiet steht seit dem 5. Oktober 2017 unter Schutz. Zuständige untere Naturschutzbehörde ist der Landkreis Hameln-Pyrmont.
Das Naturschutzgebiet liegt nördlich von Hameln. Es stellt einen nach Südwesten exponierten Hang des Süntels unter Schutz. Das Gebiet wurde von der britischen Armee, die in Hameln eine Garnison unterhielt, als Übungsplatz genutzt, bevor sie Ende 2014 aus Hameln abzog. Das Gebiet ist stellenweise offen, teilweise sind die Flächen verbuscht oder bewaldet. Auf lehmig-tonigem Boden sind feuchte Bereiche und temporäre Tümpel zu finden.
Der ehemalige Standortübungsplatz beherbergt ein Vorkommen der Gelbbauchunke. Er ist mit seiner Strukturvielfalt auch ein wichtiger Rückzugsraum für Feldvögel wie Rebhuhn, Feldschwirl, Goldammer und Baumpieper. Für den Uhu, der im Süntel vorkommt, ist er Jagdrevier.
Um eine zunehmende Verbuschung des Gebietes zu verhindern, soll es beweidet werden. Das Gebiet grenzt überwiegend an landwirtschaftliche Nutzflächen. Im Süden grenzt es an die Landesstraße 423, im Norden an Wälder des Süntels.